# Ванчський хребет
Ва́нчський хребе́т — гірський хребет в Таджикистані. Відноситься до гірської системи Паміру.
Простягається із північного сходу на південний захід, між долинами річок Ванч на півночі та Язгулем на півдні. На північному сході з'єднується з Язгулемським хребтом. Найвища точка — гора Високий Язгулем (5588 м). Вкритий льодовиками.
Інші вершини:
- пік Ванчек — 5428 м
- гора Хауку — 5092 м
- гора Кухірау — 4964 м
- пік Соколова — 4808 м
- гора Кухізог — 4664 м

| Таджикистан | Це незавершена стаття з географії Таджикистану. Ви можете допомогти проєкту, виправивши або дописавши її. |